# Mūsá Maḩalleh
Mūsá Maḩalleh (persiska: موسى محله) är en ort i Iran.   Den ligger i provinsen Mazandaran, i den norra delen av landet, 130 km nordost om huvudstaden Teheran. Mūsá Maḩalleh ligger 20 meter över havet och antalet invånare är 225.
Terrängen runt Mūsá Maḩalleh är platt. Runt Mūsá Maḩalleh är det tätbefolkat, med 286 invånare per kvadratkilometer. Närmaste större samhälle är Babol, 18,8 km öster om Mūsá Maḩalleh. Trakten runt Mūsá Maḩalleh består till största delen av jordbruksmark.